# Eurybia (djur)
Eurybia är ett släkte av fjärilar. Eurybia ingår i familjen Riodinidae.

## Dottertaxa tillEurybia, i alfabetisk ordning[1]
- Eurybia albiseriata
- Eurybia annulata
- Eurybia caerulescens
- Eurybia carolina
- Eurybia constantius
- Eurybia coronata
- Eurybia cyclopia
- Eurybia dardus
- Eurybia diffusa
- Eurybia donna
- Eurybia elvina
- Eurybia emidiata
- Eurybia erythinosa
- Eurybia fassli
- Eurybia ferruginea
- Eurybia franciscana
- Eurybia fulgens
- Eurybia granulata
- Eurybia halimede
- Eurybia hari
- Eurybia helias
- Eurybia hyacinthina
- Eurybia jemima
- Eurybia juturna
- Eurybia lamia
- Eurybia latifasciata
- Eurybia lauta
- Eurybia leucolopha
- Eurybia lycisca
- Eurybia misellivestis
- Eurybia molochina
- Eurybia nicaea
- Eurybia nicaeus
- Eurybia passercula
- Eurybia patrona
- Eurybia paulla
- Eurybia pergaea
- Eurybia persona
- Eurybia promota
- Eurybia rubeolata
- Eurybia salome
- Eurybia sannio
- Eurybia silaceana
- Eurybia sinnaces
- Eurybia stellifera
- Eurybia suffusa
- Eurybia tephrias
- Eurybia turna
- Eurybia typica
- Eurybia unxia
- Eurybia upis
- Eurybia violaria